# Margriet Zegers
Margriet Zegers, född den 29 april 1954 i Heerenveen, Nederländerna, är en före detta nederländsk landhockeyspelare.
Hon tog OS-guld i damernas landhockeyturnering i samband med de olympiska landhockeytävlingarna 1984 i Los Angeles.